# Račianske mýto

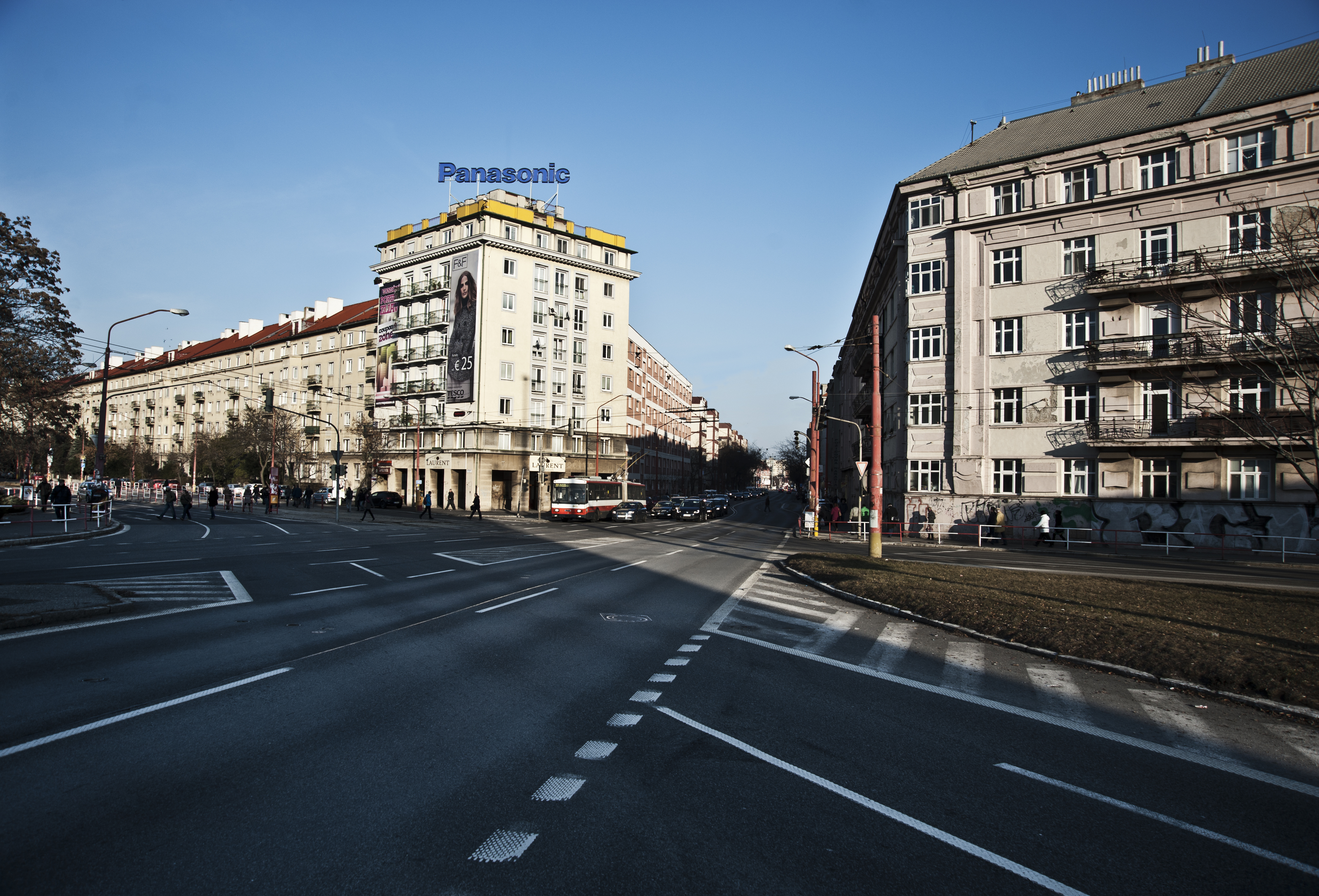
Račianske mýto

Račianske mýto (bis 1945 slowakisch Račištorfské mýto; deutsch Ratzersdorfer Linie oder Ratzersdorfer Maut, ungarisch Récsei vám) ist ein Platz und eine Kreuzung in der slowakischen Hauptstadt Bratislava, im südlichen Teil des Stadtteils Nové Mesto (deutsch Neustadt), direkt an der Grenze zum Stadtteil Staré Mesto (deutsch Altstadt).
Der Platz am Treffpunkt der Straßen Račianska, Šancová, Legionárska, Radlinského und Mýtna ist ein Verkehrsknotenpunkt in Bratislava. Neben den vorher genannten Straßen ist er im ÖPNV-System des Betreibers Dopravný podnik Bratislava über die mehrteilige Haltestelle Račianske mýto bedient. Von dieser Haltestelle verlaufen Buslinien in alle Richtungen, eine Straßenbahnlinie vom Stadtzentrum in nordöstliche Richtung zur Haltestelle Bratislava-Vinohrady und nach Rača, dazu O-Bus-Linien auf den Straßen Šancová und Legionárska.

## Historisches
Die Kreuzung hinter den alten städtischen Schanzen am Rande des historischen Stadtteils Blumenthal war Standort einer Mautstelle von Pressburg heraus am Anfang der Ratzersdorfer Straße (zum ersten Mal 1536 erwähnt, heute slowakisch Račianska ulica) nach Rača. 1767 stand hier eine Schänke, 1806 wurde eine Stadtwacht an der Mautlinie erwähnt, 1821 Graben auf der äußeren Seite der Schanzen.  In unmittelbarer Nähe gab es zwei Blumenthaler Friedhöfe: den größeren katholischen parallel zur Straße Šancová und den kleineren evangelischen an der Straße Račianska. Im katholischen Friedhof stand eine nach 1850 erbaute Kapelle.
Die Umgebung des Platzes wurde vor allem im 20. Jahrhundert bebaut. Im Zusammenhang mit dem Bau der nahen Siedlung Februárka in den 1950er Jahren wurden die beiden Friedhöfe eingeebnet und die Leichname in ein Sammelgrab im Friedhof Slávičie údolie transportiert. Das Gelände wurde dann in einen Park umgewandelt, dort befand sich seit 1973 eine Statue eines Milizionärs der Volksmiliz aus der Werkstatt von Ján Kulich. Diese wurde kurz nach der Samtenen Revolution abgetragen und nach einer im Jahr 2000 abgeschlossenen Sanierung des Parks durch die Figur Hirošima aus der Werkstatt von Tibor Bártfay ersetzt.